# ماركوس رايلي
ماركوس رايلي (بالإنجليزية: Marcus Riley)‏ هو لاعب كرة قدم أمريكية أمريكي، ولد في 14 أبريل 1985 في ساكرامنتو في الولايات المتحدة.